# Campionato del mondo di arrampicata 1997
Il Campionato del mondo di arrampicata 1997 si è tenuto il 1º febbraio 1997 a Parigi, Francia.

## Specialità lead

### Uomini
| Pos. | Atleta                | Paese       |
| ---- | --------------------- | ----------- |
|      | François Petit        | Francia     |
|      | Chris Sharma          | Stati Uniti |
|      | François Legrand      | Francia     |
| 4    | Jean-Baptiste Tribout | Francia     |
| 5    | Elie Chevieux         | Svizzera    |
| 6    | Yuji Hirayama         | Giappone    |
| 7    | Christian Core        | Italia      |
| 8    | Arnaud Petit          | Francia     |
| 9    | Daniel Andrada        | Spagna      |
| 10   | Frederic Sarkany      | Belgio      |

### Donne
| Pos. | Atleta             | Paese    |
| ---- | ------------------ | -------- |
|      | Liv Sansoz         | Francia  |
|      | Muriel Sarkany     | Belgio   |
|      | Marietta Uhden     | Germania |
| 4    | Venera Chereshneva | Russia   |
| 5    | Stéphanie Bodet    | Francia  |
| 6    | Laurence Guyon     | Francia  |
| 7    | Cecile Avezou      | Francia  |
| 8    | Luisa Iovane       | Italia   |
| 9    | Elena Choumilova   | Russia   |
| 10   | Marie Guillet      | Francia  |

## Specialità speed

### Uomini
| Pos. | Atleta               | Paese       |
| ---- | -------------------- | ----------- |
|      | Daniel Andrada       | Spagna      |
|      | Yevgen Kryvosheytsev | Ucraina     |
|      | Dmitri Bytchkov      | Russia      |
| 4    | Hans Florine         | Stati Uniti |
| 5    | Tomasz Oleksy        | Polonia     |
| 5    | Alexandr Paukaev     | Ucraina     |
| 5    | Kairat Rakhmetov     | Kazakistan  |
| 8    | Gareth Parry         | Regno Unito |
| 9    | Andrey Vedenmeer     | Ucraina     |
| 10   | Salavat Rakhmetov    | Russia      |

### Donne
| Pos. | Atleta                | Paese     |
| ---- | --------------------- | --------- |
|      | Tatiana Ruyga         | Russia    |
|      | Irina Zaytseva        | Russia    |
|      | Olga Bibik            | Russia    |
| 4    | Marie Dutray          | Francia   |
| 5    | Kim Anthoni           | Belgio    |
| 5    | Jitka Kuhngaberova    | Rep. Ceca |
| 5    | Mayya Piratinskaya    | Russia    |
| 5    | Renata Piszczek       | Polonia   |
| 9    | Zosia Podgorbounskikh | Russia    |
| 10   | Olena Ryepko          | Ucraina   |